# Garovaglia zantenii
Garovaglia zantenii là một loài rêu trong họ Pterobryaceae. Loài này được During mô tả khoa học đầu tiên năm 1977.